# Jörg Böhme
Jörg Böhme (født 22. januar 1974 i Hohenmölsen, Østtyskland) er en pensioneret tysk fodboldspiller, der spillede som midtbanespiller hos de tyske klubber Carl Zeiss Jena, FC Nürnberg, Eintracht Frankfurt, 1860 München, Arminia Bielefeld, Schalke 04 samt Borussia Mönchengladbach. Bedst husket er han for sin tid i Schalke 04, hvor han spillede fire sæsoner og var med til at vinde to DFB-Pokal-titler.

## Landshold
Böhme nåede at spille 10 kampe og score ét mål for Tysklands landshold, som han debuterede for i 2001. Han var en del af den tyske trup til VM i 2002 i Sydkorea og Japan, hvor tyskerne vandt sølv. Han kom dog ikke på banen i turneringen.

## Titler
DFB-Pokal
- 2001 og 2002 med Schalke 04